# Manonida
Manonida là một chi bướm đêm thuộc họ Geometridae.